# Anders Lundqvist
Lars Anders Lundqvist (* 8. März 1951 in Örnsköldsvik) ist ein ehemaliger schwedischer Skispringer.

## Werdegang
Lundqvist, der für den IF Friska Viljor startete, gehörte bei den Olympischen Winterspielen 1972 im japanischen Sapporo zur schwedischen Mannschaft. Im Springen von der Normalschanze verpasste er als 42. eine Top-Platzierung deutlich. Auch von der Großschanze kam er nicht über Rang 41 hinaus.
1975 gewann Lundqvist bei den Schwedischen Meisterschaften seine einzigen beiden nationalen Titel im Einzel und im Team.